# Suratá (ort)
Suratá är en ort i Colombia.   Den ligger i departementet Santander, i den norra delen av landet, 300 km norr om huvudstaden Bogotá. Suratá ligger 1 748 meter över havet och antalet invånare är 806.
Terrängen runt Suratá är huvudsakligen bergig, men den allra närmaste omgivningen är kuperad. Suratá ligger nere i en dal. Runt Suratá är det glesbefolkat, med 17 invånare per kvadratkilometer. Närmaste större samhälle är Matanza, 6,0 km sydväst om Suratá. I omgivningarna runt Suratá växer i huvudsak städsegrön lövskog.